# 丙酸铜
丙酸铜是铜(II)的丙酸盐，化学式为Cu(CH3CH2COO)2，或简写为Cu(prop)2。

## 结构
丙酸铜晶体属三斜晶系，晶格参数a=9.58Å, b=5.22Å, c=8.55Å；α=105°55′, β=92°33′, γ=91°7′。
丙酸铜二水合物属单斜晶系，晶格参数a=18.18Å, b=15.30Å, c=10.93Å；α=90.00°, β=15.30°, γ=10.93°。

## 化学性质
丙酸铜在240~350℃分解：
3 Cu(CH3CH2COO)2 → Cu + Cu2O + 3 CH3C(=O)CH2CH2CH3 + 3 CO2↑
分解出的灼热的铜和氧化亚铜会在空气中氧化为黑色的氧化铜。